# 吐米亚河

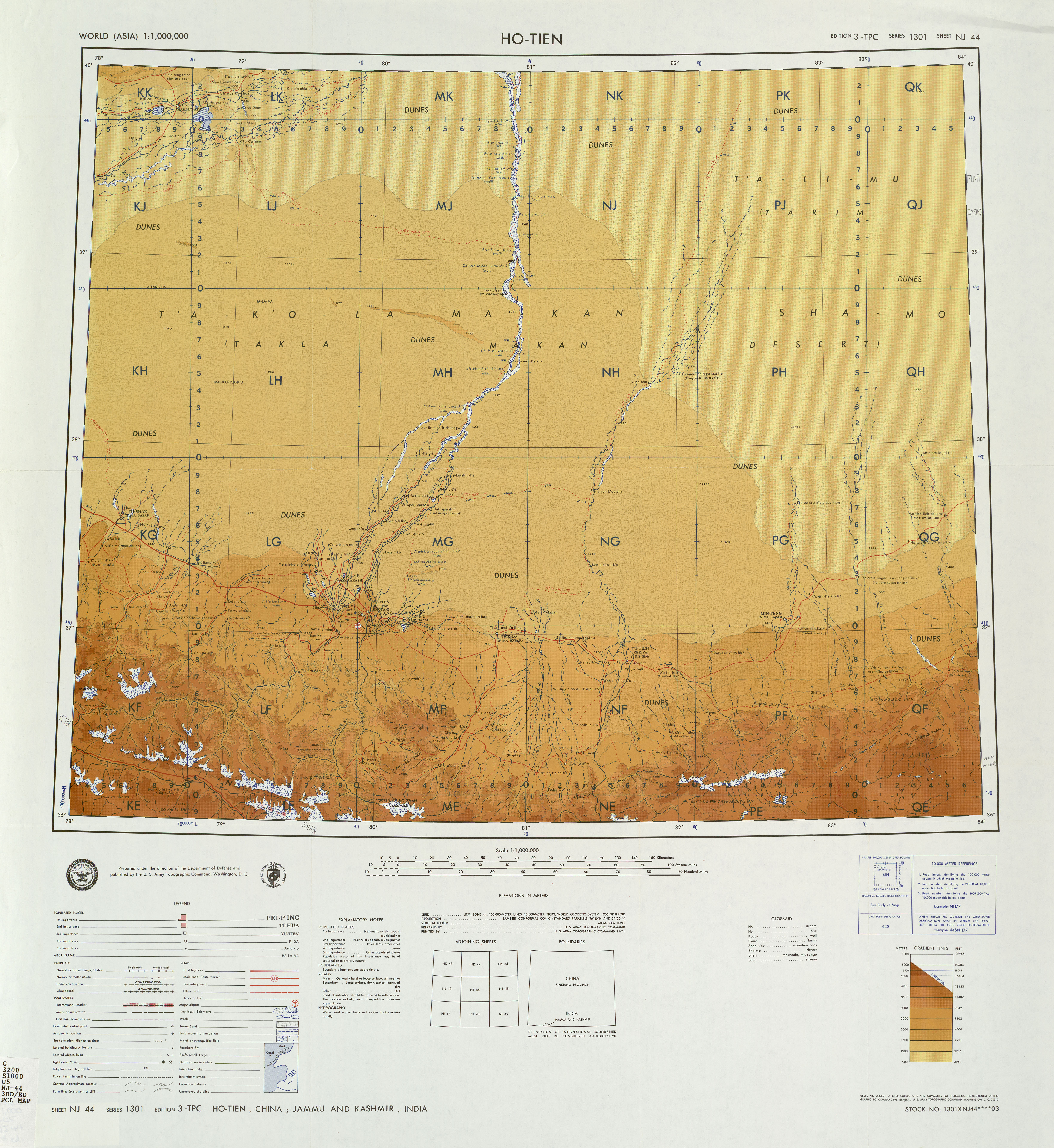
和田地区地图，吐米亚河（Koerh koaleiko Shui）位于图中右下方。

吐米亚河，位于中华人民共和国新疆维吾尔自治区和田地区于田县东部的一条河流，河名源自维吾尔语意为“再不住”。发源于昆仑山脉北侧吕什塔格山冰川地带，由东南向西北流，于奥依托格拉克乡吐米亚村附近出山口，山口处建有拦河引水枢纽，之后向北流约38千米，在也斯尤勒滚村附近转东北流，下行约10千米后消失在塔克拉玛干沙漠中。山口以上河长约40千米，流域面积637平方千米，年均径流量约0.564亿立方米。吐米亚河是一条以冰川融水和降水混合补给的季节性河流，径流年内分配极不均匀。